# ICRU-Kugel
ICRU-Kugel ist die Bezeichnung für ein von der International Commission on Radiation Units and Measurement (ICRU) eingeführtes Phantom zur Nachbildung des Menschen hinsichtlich der Energieaufnahme durch ionisierende Strahlung. 
Dieses Phantom besteht aus einer gewebeäquivalenten Kugel von 30 cm Durchmesser mit einer Dichte von 1 g cm−3 und einer Massenzusammensetzung von 76,2 % Sauerstoff, 11,1 % Kohlenstoff, 10,1 % Wasserstoff und 2,6 % Stickstoff.
Sie dient der Standardisierung von Dosisbegriffen im Strahlenschutz.